# Uso de satélites en batimetría
El uso de satélites en batimetría consiste en el empleo de satélites para realizar mediciones batimétricas en aguas profundas. Se realiza mediante el estudio y medición del geoide.
El geoide es la superficie (de igual potencial gravitatorio) que presenta la superficie marina en ausencia de vientos, corrientes y mareas. Ésta no es plana a causa de variaciones en el grosor y densidad de la corteza y manto superior, que causan perturbaciones en el campo gravitatorio que se manifiestan en elevaciones y depresiones del geoide.
De la medida de la altura de la superficie marina puede obtenerse el relieve de los fondos marinos, ya que una masa adicional de por ejemplo 2 km de altura, puede atraer  sobre ella una cantidad extra de agua de unos 2 m de altura en unos 40 km de largo.
La medida se lleva a cabo mediante satélites capaces de medir su altura sobre la superficie del mar, mediante la emisión de microondas que son devueltas con un incremento en la longitud de onda proporcional a la altura. Así puede conocerse el nivel del mar con un margen de error de unos 3 cm. La huella del haz de radar cubre varios kilómetros de largo, de tal manera que se compensan las irregularidades provocadas por vientos y corrientes. Esta técnica de teledetección requiere conocer de forma exacta y permanente la posición del satélite, lo cual se consigue por medio de láser y rastreo basado en el efecto Doppler.
Los mapas obtenidos son entonces “filtrados” para suprimir anomalías asociadas a variaciones de densidad. De esta manera aumenta la resolución de la topografía, aunque ésta queda siempre limitada por el gran tamaño efectivo de la huella del radar.
En aguas someras se emplea la técnica SAR, que emplea un radar de imágenes en lugar de un altímetro. Se construyen imágenes sobre la base de una serie de ecos recibidos. En este caso, las irregularidades del terreno se plasman en la superficie del agua gracias a las corrientes de marea.